# Кромвель, Элизабет
Элизабет Кромвель (англ. Elizabeth Cromwell; 1598—1665), урождённая Буршье (Bourchier) — жена Оливера Кромвеля.

## Биография
Родилась в 1598 году в Фелстеде, графство Эссекс, в семье сэра Джеймса Буршье (Sir James Bourchier, Knt. of Felsted in Essex), богатого лондонского торговца кожей, и его жены Фрэнсис Крейн (Frances Crane).
Элизабет была старшей из двенадцати детей в семье. 22 августа 1620 года в лондонской церкви Святого Эгидия, она вышла замуж за Оливера Кромвеля. Этот брак оказался весьма выгоден для Кромвеля, так как отец Элизабет познакомил его с богатым торговым сообществом Лондона, а обширные земли, которыми владел сэр Джеймс в Эссексе, позже гарантировали Кромвелю большую поддержку со стороны влиятельных семей местного пуританского дворянства.
После смерти её мужа в 1658 году и отречения сына от престола в 1659 году, Кромвели потеряли свое влияние в государственных делах. Однако армия заставила парламент выделить Элизабет подходящее содержание. После Восстановления монархии в 1660 году Элизабет планировала бежать из Англии и собрала большое количество ценностей с намерением вывезти их из королевства. После того, как эти планы стали известны Государственному совету, было приказано провести расследование — несколько предметов, принадлежащих королевской семье, были обнаружены и конфискованы.
Она уехала из страны без этих ценностей. Предположительно, некоторое время жила в Швейцарии. Удалилась на короткий срок в Уэльс, затем она переехала в дом своего зятя — Джона Клейпола, в Нортборо, графство Нортгемптоншир. Здесь Элизабет Кромвель оставалась до своей смерти в ноябре 1665 года и была похоронена в церкви Нортборо 19 ноября.

## Семья
Брак Кромвелей был счастливым. Оливер писал Элизабет заботливые любовные письма во время своих военных кампаний, некоторые из них были опубликованы в антологии любовных писем под редакцией Антонии Фрейзер в 1976 году.
В их браке у них родилось девять детей, восемь из которых достигли совершеннолетия:
- Роберт (1621—1639) — умер в годы учёбы в школе.
- Оливер (1623—1644) — стал корнетом в отряде лорда Сент-Джона в армии графа Эссекса и умер от оспы.
- Бриджит (1624—1662) — была замужем сначала за Генри Айртоном (1646), а затем за Чарльзом Флитвудом (1652).
- Ричард (1626—1712) — в 1658 году сменил своего отца на посту лорда-протектора, но год спустя протекторат рухнул.
- Генри (1628—1674) — служил лордом-заместителем Ирландии.
- Элизабет (1629—1658) — была замужем за Джоном Клейполом.
- Джеймс (родился и умер в 1632 году).
- Мэри[англ.] (1637—1713) — была замужем за Томасом Беласисом, 1-м графом Фоконберг[англ.].
- Фрэнсис[англ.] (1638—1720) — была замужем сначала за Робертом Ричем, а затем за сэром Джоном Расселом, 3-м баронетом[англ.].